# Carlos Delgado Altieri
Carlos Orlando Delgado Altieri (Lares, 9 de enero de 1960) más conocido como Charlie Delgado es un político y empresario puertorriqueño que fue alcalde del municipio de Isabela desde el 14 de enero de 2001 hasta el 16 de enero de 2021.

## Biografía
Carlos Orlando Delgado Altieri nació el 9 de enero de 1960 en Lares, Puerto Rico. Completó una licenciatura en Administración de Empresas con Concentración en Mercadotecnia en la Universidad de Puerto Rico.

## Carrera política
Su primera participación en la política electoral fue en las elecciones de 1996 donde fue candidato a la alcaldía del municipio de Isabela, siendo derrotado por el candidato del Partido Nuevo Progresista Carmelo Pérez Rivera. En las elecciones de 2000 vuelve a ser candidato para la alcaldía derrotando al alcalde incumbente Carmelo Pérez Rivera. El 14 de enero de 2001 juramenta como Alcalde de Isabela. Fue reelegido 4 veces para la misma posición en 2004, 2008, 2012 y 2016.
El 27 de noviembre de 2018 anunció su precandidatura a la gobernación en las primarias del Partido Popular Democrático. En estos comicios derrotó a la Alcaldesa de San Juan Carmen Yulín Cruz y al Expresidente del Senado Eduardo Bhatia. Asumió como Presidente del PPD el 20 de agosto de 2022. 
En las elecciones del 3 de noviembre de 2020 fue derrotado por Pedro Pierluisi, el candidato del Partido Nuevo Progresista. Los 407,817 votos que obtuvo Delgado Altieri, representando un 31.75% de la cifra total a la gobernación.
En diciembre de 2022 expresó su interés por ser candidato al Senado por acumulación para las elecciones de 2024.

## Posiciones políticas
En el espectro político se autodenomina como de centroizquierda. Además, se muestra a favor de un Estado Libre Asociado fuera de la cláusula territorial, siendo cercano al sector soberanista del PPD.

## Vida personal
Carlos Delgado Altieri contrajo matrimonio en 1982 con Rosa María Irizarry Silvestrini, con quien tuvo 3 hijos: Carlos Ismael, Astrid Marie y Patricia Elena. A través de estos, se ha convertido en abuelo de 3 nietos: Angelina Isabel, Carlos Francisco y José Gabriel. Rosa falleció el 4 de octubre de 2017 tras una larga lucha contra el cáncer. Su hijo, Carlos Ismael, fue precandidato a la alcaldía de Isabela en las primarias del PPD de 2020. Sin embargo, fue derrotado y finalmente no logró ser candidato a la alcaldía.
Delgado Altieri ha expresado que es católico practicante.

## Historial electoral

| Año  | Cargo              | Tipo      | Partido | Partido | Votos   | %     | Posición | Resultado |
| ---- | ------------------ | --------- | ------- | ------- | ------- | ----- | -------- | --------- |
| 1996 | Alcalde de Isabela | Generales |         | PPD     | 11,966  | 47.3  | 2.º      | Derrotado |
| 2000 | Alcalde de Isabela | Generales |         | PPD     | 13,598  | 52.3  | 1.º      | Electo    |
| 2004 | Alcalde de Isabela | Generales |         | PPD     | 14,052  | 55.3  | 1.º      | Reelecto  |
| 2008 | Alcalde de Isabela | Generales |         | PPD     | 13,718  | 55.7  | 1.º      | Reelecto  |
| 2012 | Alcalde de Isabela | Generales |         | PPD     | 14,362  | 58.8  | 1.º      | Reelecto  |
| 2016 | Alcalde de Isabela | Generales |         | PPD     | 12,521  | 62.8  | 1.º      | Reelecto  |
| 2020 | Gobernador         | Primarias |         | PPD     | 136,563 | 62.92 | 1.º      | Electo    |
| 2020 | Gobernador         | Generales |         | PPD     | 407,817 | 31.75 | 2.º      | Derrotado |